# Kaldir
Kaldir (wł. Caldier) – wieś w Chorwacji, w żupanii istryjskiej, w gminie Motovun. W 2011 roku liczyła 231 mieszkańców.